# Víctor Fernández Coalla
Víctor Manuel Fernández Coalla (Oviedo, 1966) es un empresario, gestor cultural y profesor universitario.

## Biografía
Nació en Oviedo, capital de Asturias. Desde muy joven, se inició en la defensa activa de la cultura tradicional asturiana vinculándose estrechamente a proyectos como Ámbitu Ediciones dirigida por Inaciu Iglesias y la Fundación Belenos presidida por Lisardo Lombardía. Se licenció en Geografía e Historia por la Universidad de Oviedo con especialidad en historia del arte en 1991. Realizó las maestrías de Dirección y Administración de Fundaciones en la Universidad Autónoma de Madrid  (1993) y de Desarrollo Directivo en la Escuela Superior de Administración y Dirección de Empresas (ESADE) de Barcelona (2002). Cuenta con una especialización en Pedagogía de la Universidad Pedagógica Nacional de Colombia (2016) y una doble certificación en Coaching Ontológico por la Universidad Icesi, Leading Group y la International Coach Federation (ICF) (2019). Es además diplomado en edición académica e institucional por el Instituto Caro y Cuervo.
Trabajó como técnico de exposiciones en el Centro de Estudios Históricos de Obras Públicas y Urbanismo del Ministerio de Obras Públicas y Urbanismo en Madrid desde 1992 a 1994, bajo el ministerio de Josep Borrell, donde organizó exposiciones itinerantes por España y en América como «La Ciudad Hispanoamericana, el sueño de un Orden» y «Obras Hidráulicas en América Colonial». Luego trabajó hasta 1996 durante la etapa de ministra de Carmen Alborch en la Subdirección General de Museos Estatales del Ministerio de Cultura, donde gestionó construcciones y rehabilitaciones arquitectónicas y además de coordinar el programa de inauguraciones de los museos estatales españoles. Dirigió los cursos de verano «Sobre arquitectura de museos» y «Museo, territorio y ciudad» en la Universidad de Oviedo. Formó parte de la dirección que organizó el VIII Congreso Internacional para la Conservación del Patrimonio que tuvo lugar en la capital española. Regresa a su natal Asturias donde crea una de las primeras empresas consultoras de carácter cultural desarrollando múltiples proyectos locales, regionales y europeos, destacando su colaboración y participación en la organización del Aula Príncipe de Asturias de la Fundación Príncipe de Asturias dirigida entonces por Graciano García con exposiciones como «La UNAM, hoy» o «Fernando Alonso, recuerdos de un campeón».

### Fundación José Cardín Fernández
Fue director de la Fundación José Cardín Fernández, vinculada con la empresa productora de sidra El Gaitero, hasta el año 2013 cuando fue sustituido por Enriqueta de Valdés Cavanilles. Durante su tiempo en la Fundación Cardín se destacó por la planeación y desarrollo de una gran cantidad de actividades para la promoción del saber y la cultura de la Comarca de la Sidra, sin descuidar el patrimonio artístico e histórico del resto de Asturias, donde llegó a trabajar junto a Víctor García de la Concha, presidente del patronato de la Fundación. Resalta su amplia labor editorial destacando su aportación como autor del libro «La Fundación José Cardín Fernández: una entidad al servicio de la cultura y un instrumento de la responsabilidad social de la empresa» (2011).
Luego de más de siete años como director de la Fundación José Cardín Fernández se trasladó a Cali, en Colombia y se vincula al sector educativo llegando a ocupar el cargo de rector del Colegio Hispanoamericano. En esa ciudad hace parte de la Junta Directiva como socio fundador del capítulo colombiano de la Fundación Padrinos Asturianos, dirigida por el sacerdote asturiano José «Pepe» Pérez, que busca ayudar al desarrollo integral de los niños más desfavorecidos de El Cerrito. Mantiene colaboraciones periódicas en medios de comunicación y una columna editorial en el diario electrónico en idioma asturiano Asturies.com llamada Cróniques ultramarines.
Actualmente ejerce en Colombia como profesor y coordinador editorial de la revista del departamento de Historia en la Universidad del Valle así como consultor cultural y editorial.

## Publicaciones y obra

### Ensayo
- La ruta Oviedo - L'Angliru: un recurso natural y cultural en el corazón de Asturias. Publicado en Arqueología industrial, patrimonio y turismo cultural (2001). ISBN 84-607-2646-0. pp. 183-192.[8]

### Libros
- Premio Internacional de Pintura de la FLC: Fundación Laboral de la Construcción del Principado de Asturias (2009). Coautor.[9]
- La Fundación José Cardín Fernández: una entidad al servicio de la cultura y un instrumento de la responsabilidad social de la empresa (2011). Villaviciosa: Editorial Fundación José Cardín Fernández. Depósito Legal: AS-643-2011

### Exposiciones
- Fernando Alonso, recuerdos de un campeón (2005)
- El pasu del tiempu: La emigración asturiana a Bruselas (2006). Axencia Asturiana d'Emigración (Comisariado y textos).[10]
- La asturiana de Mariano Benlliure (2007). Fundación José Cardín Fernández (Textos).[11]
- La UNAM, Hoy (2010).
- Objeto Villaviciosa (2011). Exposición de la obra de Joaquín Fanjul (Comisariado).[12]